# Tamaricella statices
Tamaricella statices är en insektsart som först beskrevs av Aleksey A. Zachvatkin 1946.  Tamaricella statices ingår i släktet Tamaricella och familjen dvärgstritar. Inga underarter finns listade i Catalogue of Life.